# 前塚あつし
前塚 あつし（まえづか あつし、本名：前塚 厚志〈読み同じ〉)は、男性声優、ナレーター、怪談師、SingerSongWriter。P.I.S音楽出版所属。
大阪府大阪市出身。大阪芸術大学放送学科卒業。血液型はA型。旧芸名はモンスター前塚。身長164cm、体重66kg。

## 経歴
かつては大阪テレビタレントビューロー【TTB】、クラッチ.（旧スタッフ21）に所属していた。2007年にS・I・P（現・P.I.S音楽出版）所属となり、「前塚あつし」に改名。モンスター前塚名義は職種によって現在も使用している。
2008年、以前講師を務めていたタレント事務所キャラの若手養成機関で生徒だった青木宏子とボーカルユニット「ピーマン」を結成。

## 人物
熱烈なビートルズ（ポール・マッカートニー）、TOTOのファンである。
高校時代からバンド活動を始め、アリスのコピーバンド「エンドレス」を、大学時代はニューフォーククラブの有志で結成した「スクランブル」のギターボーカルとして活動。プロオーディションに挑んだが落選。ミニFM集団「プロジェクト80」としても活動。友人に勧められた大阪テレビタレントセンター（TTC）【※TTB傘下の養成所】に入所し、現在に至る。

## 出演

### 2005年以降の主なイベント・企画・主催関連履歴
2005、2006年
- モーニング娘。『熱っちぃ地球を冷ますんだっ。』文化祭in横浜　総合司会担当

2009年
- サムライナレーターズ（畑中ふう・三原徹司・前塚あつし）を中心に2008年に始まった『噛んだら交代』（2009年より『噛んだら終了』に変更）の2009年度以降の演出・舞台監督・構成を担当。
- 怪談好きなナレーターとして、『怪談グランプリ』第1回（関西テレビ）に出演。以降、怪談師として活動スタート。

2015年
- cozee recordsよりピーマン名義で　デビューシングルとなる「君が好き」を配信リリース。
- この年から始まったタケカワユキヒデの大阪ビートルズ研究会ライブにて、4年連続でギター・コーラス・キーボードとアシスタントプロデュースを担当。

2017年
- 大阪南堀江5thストリートにて『怪奇な夜語りの宴』を毎年開催（2020年より怪談配信にて継続）。

2018年
- 単体プロデュース企画として『噛んだら終了 2018in大阪』を公演[4]。

2019年
- 2月、AV男優の森林原人、ラジオ大阪アナウンサーの藤川貴央と3人で『ちょっぴり遅めのValentineトークショー♡〜エロとラジオとホラーが世界を救う〜』を開催。
- 8月、MONDO TVの『怪談テラーズ』に出演。2月に続き森林原人、藤川貴央に元大相撲力士の佐賀昇をゲストに迎え、『愛と欲望と怪奇なトークショー』を開催。
- 8月、『OKOWAチャンピオンシップ 〜大阪闘争〜』に参戦。
- 9月、怪談が大好きな声優・岩永哲哉とコラボレーションした怪談トークショー『声幽怪談』を開催。
- 9月、住出勝則の『ひとりシグナル』公演にボイスアクターとして参加。

2020年
- 8月、『OKOWAチャンピオンシップ〜 大阪闘争〜』に2度目の参戦。
- 9月、住出勝則の『ひとりシグナル』公演にボイスアクターとして2度目の参加。
- 関西ナレーター・アナウンサー有志で実験的におこなわれた『噛んだら終了ZOOMバージョン』に参加。原稿作成を担当。

2021年
- 8月、高槻安満遺跡公園にて『前塚あつしの妖かし語り 〜八丁堀怪談〜』を開催。

【主なメディア関連出演履歴】
太字はメインキャラクター。

### テレビアニメ
- ビーストウォーズネオ 超生命体トランスフォーマー（スリング[5]、ナレーション）
- ヨシモトムチッ子物語（ヌケガラオサム）

### Webアニメ
- The King of Fighters: Another Day（2005年、ラルフ・ジョーンズ）
- THE KING OF FIGHTERS: DESTINY（2017年、二階堂紅丸、チョイ・ボンゲ）

### ゲーム
1990年代
- サムライスピリッツシリーズ（1993年 - 2019年、千両狂死郎、花諷院和狆）
- ザ・キング・オブ・ファイターズシリーズ（1994年 - 2021年、二階堂紅丸、ラルフ・ジョーンズ〈『XI』まで〉、チョイ・ボンゲ）
- ART OF FIGHTING 龍虎の拳 外伝（1996年、王覚山、ワイラー）
- 浪速のあきんど（1997年）
- 月華の剣士シリーズ（1997年、紫鏡、骸）

2000年代
- 稲川淳二 真夜中のタクシー（2000年、怪談の語り手）
- カプコン バーサス エス・エヌ・ケイ ミレニアムファイト 2000（2000年、二階堂紅丸）
- カプコン バーサス エス・エヌ・ケイ ミレニアムファイト 2000 PRO（2001年、二階堂紅丸）
- CAPCOM VS. SNK 2 MILLIONAIRE FIGHTING 2001（2001年、二階堂紅丸）
- COOL COOL TOON（2000年、イバル、ばくだんくん）
- ナコルル 〜あのひとからのおくりもの〜（2001年、ミババ）
- SNK VS. CAPCOM SVC CHAOS（2003年、チョイ・ボンゲ、ケン、洗脳されたケン）
- ネオジオバトルコロシアム（2005年、フウマ、マッドマン）

### ナレーション
- よんチャンTV（毎日放送、関西ローカル、月 - 金15:40 - 19:00） - 火曜日の企画「ロザンの2025万博まで道案内しよ!」のナレーションを担当。2021年まではちちんぷいぷいにて放送。
- 土曜ワイド劇場  - 朝日放送が製作する第3土曜日放送分の解説放送を担当[注釈 1]。必殺シリーズの解説放送も担当

#### その他過去の出演作
- 冒険スタジアム（NHK）
- せやねん!（MBS）
- 暴ロンブー（MBS）
- 味覚人情報（MBS）
- クイズなんでもこい（MBS）
- 桂三枝のスポーツマガジン（MBS）
- 掛布雅之の温泉特番（MBS）
- 暴ロンブーSP（MBS）
- ABCDE〜す（ABC）
- ナイトinナイト（ABC）
- ABCホリデーワイド（ABC）
- 快傑えみちゃんねる（KTV） - レギュラー
- 紳介の人間まんだら（KTV）
- 大阪修行（KTV）
- ライブフェスタミレニアム沖縄（KTV）
- かくれんぼ（KTV）
- 疾風どえらいやつ（KTV）
- 2003衆議院選挙特番（KTV）
- 昼あがりど真ん中（KTV）
- ノックは無用!（KTV）
- ホントにホント（KTV）
- 土曜ピープル（KTV）
- 月曜おもしろランド（KTV）
- キャンプだホイ（KTV）
- 11PM（YTV）
- どっちの料理ショー（台湾放送用）（YTV）
- ウェークアップ!（YTV）
- プロ野球スポーツフェスティバル（YTV）
- 知ってるつもり?!（YTV）
- アナわん アナウンサー全員揃いましたSP（YTV）
- 遊びはGH2（TVO）
- 親と子のクッキング大賞（TVO）
- こだわり近畿ドットコム（SUN）
- らぶかん（SUN）
- 板東英二のそこが知りたい（CBC）
- 明石家さんまのサッカー大事典（WOWOW）
- わかやまナウ!（WTV）
- すべて見せます パチンコ最新情報（WTV）

### ラジオ
- とくとくトーク（ABC）
- ウィークエンドジャーナル（ABC）
- ミュージックバトルロワイヤル（ABC）
- サンデーSP モンスター前塚の背筋も凍る怖い話（MBS）
- ドラマの風（MBS）
- 連盟統一キャンペーン・スポットCM（MBS）
- 畑中ふう・大桃美代子のてふてふ（MBS） - 月一レギュラー
- OBCブンブンリクエスト（ラジオ大阪）[1]
- TOYOTA SUPER COUNTDOWN 50（ラジオ大阪制作版）
- 絶対に聞いてはいけない恐怖放送（ラジオ大阪、2012年7月 - 8月、金曜日24:30 - 25:00）
- ベースボールSP（OBC）
- おじゃまんアツシ（OBC）[1]
- 前塚厚志のピッポッポ（OBC）[1]
- アイドルランド（OBC）[1]
- 歌うとんべい（KBS）
- リクジャム（USEN）
- 耳で読む文芸・ミステリー（USEN）
- 本当にあった怖い話シリーズ（USEN）

### テレビ出演
- テレビのツボ（毎日放送制作） - 金曜カウントダウンアナウンサー
- エンタ（MBS）
- 上方漫才大賞 夏の祭典（KTV）
- ミッドナイトアクセス（岡山放送） - 初代司会者
- 親と子のクッキング大賞（TVO） - 実況

### CMナレーション
- テレビ「改源・葛根湯 風邪の神様Jr.」「松下電器 / ナショナルのお店・ロゴ」「なんばウォーク」「JA淡路島のたまねぎ」「JAバンク香川 / かえる役」
- 「シャープ」「四国電力」「スパワールド」「大阪ガス」「がんこ寿司」「関西サイクルスポーツセンター」「アース製薬」
- 「サティ」「淡路ワールドパークONOKORO」「アレスコ」「ニノミヤ」「ALESCO 関西ペイント」「KDDI」「サウナの大東洋」
- ラジオ「ツーカーホン関西」「ワコール / ウィング」「JR西日本」「日石」「NTTドコモ関西」「エースコック / 大盛りいか焼きそば」「マンダム / ギャツビー」「MBSラジオ環境キャンペーンスポット」「コカ・コーラ / ジョージア」
- 「"白雪"テレビ&ラジオCM」「エキスポランド"おろち"園内案内・テレビCM」「ローソンホッツンホット名作劇場シリーズ」「日産」・・・etc　約8000本担当。

### ゲーム関連CD
- チョイボンゲボーカル「チョイホンゲ音頭」（作詞：モンスター前塚、作編曲：モンスター前塚&新世界楽曲雑技団）
- 二階堂紅丸ボーカル「Show Time」（作詞&作曲&アレンジ：新世界楽曲雑技団）
  - THE KING OF FIGHTERS '97 - Arrange Sound Trax
  - NEO GEO DJ Station Live '98 (Live Ver.)
  - NEO GEIO GUYS SONG COLLECTION
  - NEO GEO GUYS SONG COLLECTION 新世界ファイナル